# Open Gaz de France 2005
L'Open Gaz de France 2006 è stato un torneo di tennis giocato sul cemento indoor.
È stata la 13ª edizione dell'Open Gaz de France, che fa parte della categoria Tier II nell'ambito del WTA Tour 2005.
Si è giocato dal 7 al 13 febbraio 2005.

## Campionesse

### Singolare
Dinara Safina ha battuto in finale  Amélie Mauresmo con il punteggio di 6–4, 2–6, 6–3

### Doppio
Iveta Benešová /  Květa Peschke hanno battuto in finale  Anabel Medina Garrigues /  Dinara Safina con il punteggio di 6–2, 2–6, 6–2